# 乌云背后的幸福线
是2012年上映的由大衛·歐·羅素所執導的美國劇情喜劇片，劇本改编自马修·奎克所撰寫的同名小說。影片由布萊德利·庫柏、珍妮佛·勞倫斯主演，配角演员包括罗伯特·德尼罗、賈姬·威佛、克里斯·塔克、亞努潘·卡爾、茱莉亞·史緹爾，讲述躁鬱症患者帕特（库珀饰）与青年寡妇蒂凡妮（劳伦斯饰）的相知、相处、相恋。
影片2012年9月8日在多伦多国际电影节首映，同年11月16日开始在美国限量发行，溫斯坦影業安排12月25日开始在七百多家电影院全面上映。電影發行後以2100万美元制作成取得超2.36亿美元全球票房，同時收獲廣泛佳評，影評家們尤其讚譽羅素的導演，還有庫珀和勞倫斯的演出表現。

## 劇情
前歷史老師派特（布萊德利·古柏飾）在精神病院待了八個月後終於出院，現在的他與父母——老派特與多洛雷斯住在一起。而出院後他最想做的事，就是和離異的妻子妮姬重修舊好。派特不願接受他和妮姬的關係已經沒有挽回的餘地的事實，因為他在入院治療前，於某天提早返家時撞見妻子妮姬與另一名男教師共浴，派特出於憤怒將該男子毒打了一頓，這使得妮姬搬離原住處並透過法律途徑申請對他的限制令。但派特仍試著要改變自己，每天都努力著要讓自己成為妻子心目中理想的對象。
派特的治療師克里夫試圖說服他繼續服藥，原因是倘若派特再次出現暴力行為，可能會將他遣送回治療院所。派特告訴克里夫，他對生活有了新的看法：他試圖在他所經歷的一切中看到好的一面或一線希望。與此同時，帕特經歷了一系列躁鬱症的影響。
某夜，派特出席好友朗尼舉辦的晚宴，以此機緣認識郎尼的小姨蒂芬妮（珍妮佛·勞倫斯飾），後者是患有不明疾病的寡婦。派特與蒂芬妮論及他們為治療精神疾病而服用的不同藥物。期間蒂芬妮主動提出和派特發生性關係的邀請，但是派特一心掛念著與妮姬復合的想法因而婉拒。蒂芬妮為了製造機會接近派特，便提出要致信給妮姬，同時作為回報，派特必須在即將到來的舞蹈比賽中與她搭檔。派特不情願地同意蒂芬妮的請求，兩人在接下來的幾週開始練習舞蹈。當派特發現自己對蒂芬妮產生好感的時候，他試圖將這想法從腦海裡排除，說服自己比賽將是向妮姬展示他已經改變的好方法。
另一方面，老派特為了獲得開辦餐廳的創業基金，準備透過非法賭博讓自己大撈一筆，將自己持有的大部份金錢投注在費城老鷹隊上，還邀請派特出席觀賽以求好運。派特向蒂芬妮告假，依約準備出席老派特投注的賽局時，蒂芬妮向派特展示妮姬的回信，並根據信件內容暗示他們可能會和解。不料在進入體育場之前，帕特和他的兄長傑克與一些種族主義球迷發生了爭執，被警察拖走了。結果費城老鷹隊輸掉了比賽，老派特則因為損失慘重而氣憤不已。老派特將輸球的責任歸咎於蒂芬妮出現在派特的生活之中，但是蒂芬妮對於老派特的言論感到不以為然，不但駁斥了他的指控，還指出只要她和帕特在一起，費城老鷹隊的表現就會更好。對此深信不疑的老派特和藍迪再次投入賭局，賭局是老鷹隊必須打入冠軍賽並贏得牛仔隊，並且派特與蒂芬妮在搭擋參賽的舞蹈競賽取得至少5分（滿分10分）的成績，如此一來老派特就能贏回第一次賭輸的雙倍金錢。
起先派特對此不認同，但是蒂芬妮、多洛雷斯、老派特說服他參加比賽，並私下決定要告訴他妮姬會出席觀賽。此時獨處的派特從妮姬的來信發現蒂芬妮慣用的詞語「閱讀信號」，察覺這封信其實是蒂芬妮所寫。蒂芬妮、派特和他們的朋友和家人在比賽當晚抵達比賽現場，出席的人員還有朗尼和他的妻子、同時是蒂芬妮的姊姊維羅妮卡，當蒂芬妮在觀眾席看見妮姬的身影時陷入絕望之中。親友們希望妮姬解除對派特的限制令，讓他們有機會和解。此事讓蒂芬妮五味雜成，她轉而在酒吧裡開始酗酒並自暴自棄地與其他男人歡談。
輪到派特與蒂芬妮進行舞蹈比賽前，派特找到蒂芬妮並將她拉進比賽會場。當費城老鷹隊擊敗達拉斯牛仔隊後輪到，派特與蒂芬妮正式在舞蹈比賽演出。比賽結束後，派特與蒂芬妮在朋友和家人的歡呼聲以及人群中疑惑的表情中獲得了恰好 5.0 分的平均分。稍後派特在人群找到妮姬，他在她耳邊低語時，正好被蒂芬妮看見這一幕，蒂芬妮見狀轉身離去，後被派特及時追上和給予一封信。該信件中寫道，派特知曉蒂芬妮假冒妮姬的名義寫信給他的事實，他也承認，他從遇見蒂芬妮的那一刻起就愛上了她，雖然他花了很長時間才承認這一點。蒂芬妮感動地接受派特的告白。在故事的最後，老派特如願開設自己的餐廳，派特與蒂芬妮則正式交往，也不再配戴他們各自的結婚戒指。

## 演員
| 演員                   | 角色                               | 備註 |
| 布萊德利·古柏          | 派特·索利塔諾 Pat Solitano         | 是個曾經暴力襲擊他人的精神病患者，他對自己的前妻念念不忘，並希望能夠追她回來。他經常掛在嘴邊的口頭禪是“精益求精（Excelsior）”。 |
| 珍妮佛·勞倫斯          | 蒂凡妮 Tiffany                     | 性情古怪我行我素的年輕寡婦，她跟派特因為一起練習跳舞而最终產生了情愫。                                                          |
| 勞勃·狄尼洛            | 老派特·索利塔諾 Pat Solitano, Sr   | 派特的老爸，費城老鹰足球隊的忠實粉絲，嗜好賭球。                                                                                |
| 賈姬·威佛              | 多洛雷斯·索利塔諾 Dolores Solitano | 派特的老媽，曾主動给蒂凡妮打電話告訴她派特的長跑路線，間接促成二人的姻缘。                                                      |
| 克里斯·塔克            | 丹尼 Danny                         | 派特的病友。 |
| 茱莉亞·史緹爾          | 維羅妮卡 Veronica                  | 蒂凡妮的姐姐 羅尼的妻子 |
| 阿努帕姆·卡爾          | 帕特爾博士 Dr. Patel               | 派特的心理醫生，費城老鹰足球隊的忠實粉絲。                                                                                      |
| 布瑞亞·比              | 妮基 Nikki                         | 派特的前妻。 |
| 希亞·溫漢              | 傑克 Jake                          | 派特的哥哥 |
| 約翰·奧提茲 John Ortiz | 羅尼 Ronnie                        | 派特的朋友 蒂凡妮的姐夫 |

## 製作
《派特的幸福劇本》由布萊德利·古柏與珍妮佛·勞倫斯分別飾演男女主角，其中電影原本計畫由馬克·華伯格擔任男主角，但因為後者開始著手開拍《驚爆危城》（Broken City）且導演大衛·羅素屬意下，改由布萊德利擔任電影中的男主角，之後布萊德利又向曾經一同拍攝《藥命效應》的勞勃·狄尼洛邀請加入劇組行列。
飾演女主角蒂芬妮的女演員，原本包括瑞秋·麥亞當斯、奧利維亞·魏爾德、伊丽莎白·班克斯、布蕾克·萊芙莉、魯妮·瑪拉、克絲汀·鄧斯特和安德烈婭·瑞斯波羅格（Andrea Riseborough）都曾被認為是可能的人選之一，但大衛·羅素最後透過Skype的方式邀請珍妮佛·勞倫斯來擔任女主角。
而電影中派特妻子原本是打算由安·海瑟薇飾演，但由於與其他拍攝計畫衝突而不了了之，另外也曾傳出劇組邀請安潔莉娜·裘莉來參與演出。另外這部電影也是克里斯·塔克自1997年拍攝《尖峰時刻》以來，首次在其他電影作品中擔任重要角色。2011年10月時，電影正式在美國賓夕法尼亞州的費城和德拉瓦縣等地進行拍攝。

## 發行
2012年6月29日時，電影首次公布其第一個預告片。2012年9月8日，在2012年多倫多國際電影節（2012 Toronto International Film Festival）上首次放映，並獲得了觀眾票選獎的榮譽。11月21日正式於北美的劇院內上映。

### 评价
评论汇总网站爛番茄共收集260篇评论文章，对本片的认可度达九成二。2023年8月，本片在爛番茄整理「2010年代最佳50部喜劇」的排行榜，位居第35名。

## 奖项
《乌云背后的幸福线》入围奖项众多，除导演、编剧外，库珀、劳伦斯、德尼罗的演出尤得青睐。电影在第85屆奧斯卡金像獎角逐八個獎項，更是《烽火赤焰萬里情》（1981年）后首部获全部演员奖提名的电影，最后为劳伦斯摘得影后桂冠。拉塞尔获第66届英国电影学院奖最佳改编剧本。影片在第70屆金球獎入围四项，劳伦斯最后拿下最佳电影女主角（音乐剧/喜剧类）。澳大利亞影視藝術學院獎、底特律影评人协会、獨立精神獎、卫星奖、评论家选择电影奖、MTV影視大獎、聖地牙哥影評人協會、华盛顿特区影评人协会均提名本片角逐最佳影片，电影还获美国电影学会年度电影奖。

## 書籍
| 出版日期 | 書名               | 作者       | 譯者   | 出版社   | ISBN               |
| -------- | ------------------ | ---------- | ------ | -------- | ------------------ |
| 2012年   | 《派特的幸福劇本》 | 馬修．魁克 | 謝靜雯 | 馬可孛羅 | ISBN 9789866319334 |

## 外部連結
- 互联网电影数据库（IMDb）上《乌云背后的幸福线》的资料（英文）
- Metacritic上《乌云背后的幸福线》的資料（英文）
- 爛番茄上《乌云背后的幸福线》的資料（英文）
- Box Office Mojo上《乌云背后的幸福线》的資料（英文）
- AllMovie上《乌云背后的幸福线》的资料（英文）
- 開眼電影網上《乌云背后的幸福线》的資料（繁體中文）
- 时光网上《乌云背后的幸福线》的資料（简体中文）
- 豆瓣电影上《乌云背后的幸福线》的資料 （简体中文）